# Nationalliga A (Handball) 1990/91
Die Spielzeit 1990/91 war die 42. reguläre Spielzeit der Schweizer Nationalliga A im Handball der Männer.

## Modus
Gespielt wurde von den 10 Teams eine Hauptrunde zu je 18 Spielen.
In der Finalrunde spielten anschliessend die erstklassierten 6 Mannschaften die Meisterrunde in einer Doppelrunde zu je 10 Spielen um den Schweizer Meistertitel, bei Punktgleichheit gab es Entscheidungsspiele (Hin-/Rückspiel). Seit der letzten Saison gab es einen neuen Modus, indem für die Meisterrunde die Hälfte der Punkte aus der Hauptrunde (aufgerundet, wenn nötig) übernommen wurde. Der Modus galt fünf Saisons bis zur Einführung der Playoffs 1994/95.
Die letztklassierten 4 Teams wurden aufgeteilt und spielten in 2 Gruppen um den Verbleib in der/Aufstieg in die NLA mit den besten 8 Mannschaften der NLB. Gespielt wurde eine Doppelrunde zu je 10 Spielen.

## Hauptrunde
| Rang                   | Verein               | Spiele | Punkte |
| ---------------------- | -------------------- | ------ | ------ |
| 01.                    | Grasshoppers (M)     | 18     | 30     |
| 02.                    | BSV Borba Luzern     | 18     | 26     |
| 03.                    | RTV 1879 Basel       | 18     | 24     |
| 04.                    | Wacker Thun          | 18     | 24     |
| 05.                    | Pfadi Winterthur     | 18     | 22     |
| 06.                    | St. Otmar St. Gallen | 18     | 15     |
| 07.                    | BSV Bern             | 18     | 13     |
| 08.                    | ATV Basel-Stadt      | 18     | 11     |
| 09.                    | ZMC Amicitia         | 18     | 10     |
| 10.                    | BSV Stans            | 18     | 08     |
| Stand 13. Februar 1991 |                      |        |        |

| Zum Hauptrundenende:    |                                       |
|                         |                                       |
|                         | Meisterrunde                          |
|                         | Auf-/Abstiegsrunde                    |
| Zum Saisonende 1989/90: |                                       |
| (M)                     | Schweizer Meister: GC Amicitia Zürich |

## Finalrunde

### Meisterrunde
| Rang              | Verein               | Spiele | Punkte | halbierte Punkte aus Hauptrunde |
| ----------------- | -------------------- | ------ | ------ | ------------------------------- |
| 1.                | Grasshoppers         | 10     | 32     | (15)                            |
| 2.                | RTV 1879 Basel       | 10     | 26     | (12)                            |
| 3.                | BSV Borba Luzern     | 10     | 21     | (13)                            |
| 4.                | Pfadi Winterthur     | 10     | 19     | (11)                            |
| 5.                | Wacker Thun          | 10     | 19     | (12)                            |
| 6.                | St. Otmar St. Gallen | 10     | 14     | (08)                            |
| Stand 6. Mai 1991 |                      |        |        |                                 |

| Zum Saisonende 1990/91: |                   |
|                         |                   |
|                         | Schweizer Meister |
|                         | Saison beendet    |
|                         |                   |

### Auf-/Abstiegsrunde
Gruppe 1
| Rang              | Verein                | Spiele | Punkte |
| ----------------- | --------------------- | ------ | ------ |
| 1.                | HC Horgen (NLB)       | 10     | 19     |
| 2.                | BSV Bern (NLA)        | 10     | 17     |
| 3.                | BSV Stans (NLA)       | 10     | 14     |
| 4.                | TV Möhlin (NLB)       | 10     | 09     |
| 5.                | Länggasse Bern (NLB)  | 10     | 06     |
| 6.                | HC Urdorf/Stapo (NLB) | 10     | 02     |
| Stand 6. Mai 1991 |                       |        |        |

Gruppe 2
| Rang              | Verein                      | Spiele | Punkte |
| ----------------- | --------------------------- | ------ | ------ |
| 1.                | Kadetten Schaffhausen (NLB) | 10     | 20     |
| 2.                | ZMC Amicitia (NLA)          | 10     | 17     |
| 3.                | ATV Basel-Stadt (NLA)       | 10     | 16     |
| 4.                | TV Suhr (NLB)               | 10     | 05     |
| 5.                | TV Klingnau (NLB)           | 10     | 06     |
| 6.                | KTV Muotathal (NLB)         | 10     | 04     |
| Stand 6. Mai 1991 |                             |        |        |

| Zum Auf-/Abstiegsrundenende 1990/91: |                                                |
|                                      | Qualifiziert für die NLA in der Saison 1991/92 |
|                                      | NLB 1991/92 in der Saison 1991/92              |
| Zum Saisonende 1989/90:              |                                                |
| (NLA)                                | Nationalliga A in der Saison 1989/90           |
| (NLB)                                | Nationalliga B in der Saison 1989/90           |
|                                      |                                                |

## Schweizer Meister
21. Meistertitel für die Grasshoppers
| Schweizer Meister Grasshoppers | Feldspieler: |